# Hilbert (Wisconsin)
Pour les articles homonymes, voir Hilbert (homonymie).
Hilbert est un village du comté de Calumet, dans l'État du Wisconsin, aux États-Unis. En 2020, il comptait une population de 1 248 habitants.